# Алипия (дъщеря на Антемий)
Алипия (на латински: Alypia; * 467) е аристократка от Западната Римска империя.

## Биография
Тя е член на Тракийската династия и на Теодосиевата династия на Римската империя. Дъщеря е на Антемий, император на Западната римска империя, и Елия Марция Евфемия. Внучка е на източноримския император Маркиан и Елия Пулхерия. Сестра е на Антемиол († 471), Маркиан, Прокопий Антемий и Ромул.
Алипия се омъжва по желание на баща ѝ Антемий за magister militum Рицимер и двамата нямат деца. Тя вероятно е получила, както майка ѝ, титлата Августа.